# Coleoscirus breslauensis
Coleoscirus breslauensis är en spindeldjursart som beskrevs av Den Heyer 1980. Coleoscirus breslauensis ingår i släktet Coleoscirus och familjen Cunaxidae. Inga underarter finns listade i Catalogue of Life.